# Багговут Олександр Карлович
Олександр Карлович Багговут (1861 — після 1917) — російський державний діяч, полтавський і курський губернатор.

## Біографія
Православний. Зі старовинного шляхетного роду німецького походження.
Син Гатчинського коменданта генерала-від-інфантерії Карла Федоровича Багговута та Марії Іванівни Павлової. Молодші брати — Володимир, відставний гвардійський офіцер, та Іван, генерал-від-артилерії.
Закінчив Пажеський корпус (1878), з камер-пажів отримав звання корнета Кавалергардського полку.
У 1885 році вийшов у запас армійської кавалерії у чині штабс-ротмістра. У 1899 був визначений на службу в штат Тамбовського губернського правління та призначений помічником Кірсанівського повітового справника. Потім служив земським начальником: 1-ї ділянки Кірсанівського повіту (1891—1897), 6-ї ділянки Борисоглібського повіту (1897—1904) і 1-ї ділянки Тамбовського повіту (1904—1907). 8 квітня 1907 року був зарахований до МВС, а липні цього року призначений неодмінним членом Тамбовського губернського правління.
Обіймав посади Тульського віце-губернатора (1909—1913), Полтавського (1913—1915) та Курського (1915—1917) губернатора. У 1911 році був підвищений в дійсні статські радники. Активно проводив політику русифікації України, боровся з найменшими проявами українства та з вивченням самої української мови в системі освіти.
Доля після 1917 року невідома.

## Нагороди
- Орден Святого Станіслава 2 ст. (1898);
- Орден Святого Володимира 3 ст. (1913);
- Височайша подяка (1915);
- Орден Святого Станіслава 1 ст. (1915).

- Медаль «На згадку коронації імператора Олександра III» ;
- Медаль «На згадку царювання імператора Олександра III» ;
- Медаль «На згадку про 300-річчя царювання будинку Романових» .